# Castello di Montepò
Il castello di Montepò è una possente ed elegante struttura fortificata che sorge nella campagna a nord di Scansano, a circa 30 km a est di Grosseto.

## Storia
La struttura fortificata sorse attorno all'anno mille nelle vicinanze di un'antica pieve, ma venne quasi interamente ricostruita in epoca trecentesca quando era controllata dai signori di Cotone.
Verso la fine del Trecento, il castello passò sotto il controllo di Siena che lo vendette nel corso del secolo successivo alla famiglia dei Sergardi.
In epoca rinascimentale, i nuovi proprietari trasformarono la struttura castellana in fattoria fortificata e, nelle epoche successive, vennero fatte alcune ristrutturazioni che portarono ad ampliamenti. Gli ultimi restauri effettuati nella seconda metà del secolo scorso hanno riportato il complesso all'antico splendore.

## Descrizione
Il castello di Montepò si presenta come un raro esempio di villa fortificata senese del periodo rinascimentale, grazie agli interventi di trasformazione portati avanti tra il Quattrocento e il Cinquecento.
Il complesso, a pianta rettangolare, si dispone con i corpi di fabbrica attorno ad un cortile interno; è fiancheggiato da quattro torri angolari a sezione quadrata, che in passato svolgevano funzioni di avvistamento. Le strutture murarie si presentano in pietra, con alcuni rivestimenti in laterizio sulle facciate che si aprono sul cortile interno.
Il castello, attualmente proprietà dei Biondi Santi, è parte integrante di una rinomata azienda agricola specializzata nella produzione di vini; in precedenza, era stato luogo di ispirazione dello scrittore britannico Graham Greene.